# María Isidra de Guzmán y de la Cerda
María Isidra de Guzmán y de la Cerda (Madrid, 31 ottobre 1767 – Cordova, 3 marzo 1803) è stata una filosofa e traduttrice spagnola, ricordata in quanto è stata la prima donna ad avere ottenuto un dottorato di ricerca in Spagna.